# Liste der Mitglieder des Sächsischen Landtags 1897/98
Diese Liste gibt einen Überblick über die Mitglieder des 27. ordentlichen Sächsischen Landtags, der vom 11. November 1897 bis zum 20. Mai 1898 tagte.

## Zusammensetzung der I. Kammer

### Präsidium
- Präsident: Richard Graf von Könneritz
- Vizepräsident: Otto Robert Georgi
- 1. Sekretär: Ernst Heinrich Thiele
- 2. Sekretär: Friedrich Theodor von Zezschwitz

### Vertreter des Königshauses und der Standesherrschaften
| Besitz oder Institution                                      | Abgeordneter                                          | Bemerkungen |
| ------------------------------------------------------------ | ----------------------------------------------------- | ----------- |
| Sächsisches Königshaus                                       | Prinz Georg Prinz Friedrich August Prinz Johann Georg |             |
| Besitzer der Standesherrschaft Königsbrück                   | Karl Robert Bruno Naumann                             |             |
| Besitzer der Standesherrschaft Reibersdorf                   | Johann Georg Graf von Einsiedel                       |             |
| Besitzer der Herrschaft Wildenfels                           | Friedrich Magnus Graf zu Solms-Wildenfels             |             |
| Vertreter der vier Schönburgischen Lehnsherrschaften         | Richard Klemens Graf und Herr von Schönburg-Glauchau  |             |
| Bevollmächtigter der fünf Schönburgischen Rezessherrschaften | Karl Alfred von Wächter                               |             |
| Vertreter der Universität Leipzig                            | Felix Victor Birch-Hirschfeld                         |             |

### Vertreter der Geistlichkeit
| Amt                                  | Abgeordneter                          | Bemerkungen |
| ------------------------------------ | ------------------------------------- | ----------- |
| Evangelischer Oberhofprediger        | Heinrich Ludwig Oskar Ackermann       |             |
| Dekan des Domstifts zu Bautzen       | Ludwig Wahl                           |             |
| Superintendent zu Leipzig            | Johann Theodor Oskar Pank             |             |
| Vertreter des Kollegiatstifts Wurzen | Theodor Friederici                    |             |
| Vertreter des Hochstifts Meißen      | Karl Rudolf Toussaint von Charpentier |             |

### Auf Lebenszeit gewählte Abgeordnete der Rittergutsbesitzer
| Wahlbezirk            | Abgeordneter                                                  | Bemerkungen |
| --------------------- | ------------------------------------------------------------- | ----------- |
| Meißner Kreis         | Rudolf Karl Freiherr von Finck                                |             |
| Meißner Kreis         | Egon Karl Kaspar Graf von Rex                                 |             |
| Meißner Kreis         | Karl Wilhelm von Oppel                                        |             |
| Erzgebirgischer Kreis | Wilhelm von Herder                                            |             |
| Erzgebirgischer Kreis | Ernst Wecke                                                   |             |
| Oberlausitz           | Ferdinand Graf und Edler Herr zu Lippe-Biesterfeld-Weißenfeld |             |
| Oberlausitz           | Johann Friedrich von Wiedebach                                |             |
| Oberlausitz           | Friedrich Theodor von Zezschwitz                              |             |
| Leipziger Kreis       | Benno Karl Rudolf von Watzdorf                                |             |
| Leipziger Kreis       | Heinrich Wilhelm Leberecht Crusius                            |             |
| Vogtländischer Kreis  | Rudolph Woldemar von Bodenhausen                              |             |
| Vogtländischer Kreis  | Karl Gustav Heinrich von Metzsch-Reichenbach                  |             |

### Rittergutsbesitzer durch Königliche Ernennung
- Hans Dietrich Konrad von Trützschler
- Bernhard Edler von der Planitz
- Richard Graf von Könneritz
- Karl Kaspar Graf von Rex
- Otto Ludwig Christof von Schönberg
- Leo Sahrer von Sahr
- Arnold Woldemar von Frege-Weltzien
- Georg Hempel
- Julius Pfeiffer
- Hans von Trebra-Lindenau

### Magistratspersonen
| Wahlbezirk | Abgeordneter                                   | Bemerkungen |
| ---------- | ---------------------------------------------- | ----------- |
| Dresden    | Gustav Otto Beutler, Oberbürgermeister         |             |
| Leipzig    | Otto Robert Georgi, Oberbürgermeister          |             |
| Plauen     | Rudolf Bernhard August Dittrich, Bürgermeister |             |
| Freiberg   | Max Otto Schroeder, Bürgermeister              |             |
| Annaberg   | Karl Theodor Wilisch, Bürgermeister            |             |
| Döbeln     | Ernst Heinrich Thiele, Bürgermeister           |             |
| Bautzen    | Johannes Käubler, Bürgermeister                |             |
| Chemnitz   | Heinrich Gustav Beck, Oberbürgermeister        |             |

### Vom König nach freier Wahl ernannte Mitglieder
- Hermann von Nostitz-Wallwitz
- Theodor Hultzsch
- Alfred Thieme
- Karl Robert Gruner
- Karl Louis Wehinger

## Zusammensetzung der II. Kammer

### Präsidium
- Präsident: Karl Gustav Ackermann
- 1. Vizepräsident: Lothar Ottokar Wilhelm Streit
- 2. Vizepräsident: Arthur Georgi
- 1. Sekretär: Karl August Rudolf Rüder
- stellvertretender 1. Sekretär: Hermann Leithold
- 2. Sekretär: Oswald Ahnert
- stellvertretender 2. Sekretär: Emil Kluge

### Städtische Wahlbezirke
| Wahlbezirk | Abgeordneter                    | Partei / politische Ausrichtung       | Bemerkungen                                        |
| ---------- | ------------------------------- | ------------------------------------- | -------------------------------------------------- |
| Dresden 1  | Paul Hermann Eberhard Leupold   | Konservativer Landesverein in Sachsen |                                                    |
| Dresden 2  | Bernhard Behrens                | Konservativer Landesverein in Sachsen |                                                    |
| Dresden 3  | Karl Julius Fräßdorf            | SPD                                   |                                                    |
| Dresden 4  | Carl Ernst Grumbt               | Konservativer Landesverein in Sachsen |                                                    |
| Dresden 5  | Paul Gruner                     | SPD                                   |                                                    |
| Leipzig 1  | Franz Albert Friedrich Gontard  | NLP                                   |                                                    |
| Leipzig 2  | Otto Schill                     | NLP                                   |                                                    |
| Leipzig 3  | Gustav Fritzsche                | DFP                                   |                                                    |
| Leipzig 4  | Julius Emil Otto Müller         | NLP                                   |                                                    |
| Leipzig 5  | Friedrich Maximilian Schober    | Konservativer Landesverein in Sachsen |                                                    |
| Chemnitz 1 | Karl Robert Uhlich              | NLP                                   |                                                    |
| Chemnitz 2 | Heinrich Julius Seifert         | SPD                                   |                                                    |
| Zwickau    | Lothar Ottokar Wilhelm Streit   | DFP                                   |                                                    |
| 1          | Johannes Rollfuß                | NLP                                   |                                                    |
| 2          | Karl Friedrich August Reißmann  | Konservativer Landesverein in Sachsen |                                                    |
| 3          | Richard Huste                   | Konservativer Landesverein in Sachsen |                                                    |
| 4          | Wilhelm Hering                  | Konservativer Landesverein in Sachsen |                                                    |
| 5          | Karl Gustav Ackermann           | Konservativer Landesverein in Sachsen |                                                    |
| 6          | Wilhelm August Seim             | NLP                                   |                                                    |
| 7          | Karl August Rudolf Rüder        | Konservativer Landesverein in Sachsen |                                                    |
| 8          | Ernst Robert Härtwig            | Konservativer Landesverein in Sachsen |                                                    |
| 9          | Ludwig Albert Julius Niethammer | NLP                                   |                                                    |
| 10         | Paul Herfurth                   | NLP                                   |                                                    |
| 11         | Hermann Gleisberg               | NLP                                   |                                                    |
| 12         | Oswald Ahnert                   | NLP                                   |                                                    |
| 13         | Oskar Liebau                    | Konservativer Landesverein in Sachsen |                                                    |
| 14         | Karl Grünberg                   | SPD                                   |                                                    |
| 15         | Bernhard Bößneck                | NLP                                   |                                                    |
| 16         | Hermann Teichmann               | NLP                                   |                                                    |
| 17         | Karl Albin Uhlmann              | DFP                                   |                                                    |
| 18         | Johannes Immanuel Schöne        | NLP                                   | Nachwahl nach Mandatsniederlegung von Max Schubert |
| 19         | Karl Crüwell                    | NLP                                   |                                                    |
| 20         | Julius Bochmann                 | Konservativer Landesverein in Sachsen |                                                    |
| 21         | Arthur Georgi                   | NLP                                   |                                                    |
| 22         | Hugo Gottfried Opitz            | Konservativer Landesverein in Sachsen |                                                    |
| 23         | Robert Adolf Kellner            | NLP                                   |                                                    |
| 24         | Edmund Paulus                   | NLP                                   |                                                    |

### Ländliche Wahlbezirke
| Wahlbezirk | Abgeordneter                 | Partei / politische Ausrichtung       | Bemerkungen                           |
| ---------- | ---------------------------- | ------------------------------------- | ------------------------------------- |
| 1          | Wilhelm Volke                | Konservativer Landesverein in Sachsen |                                       |
| 2          | Theodor Richter              | NLP                                   |                                       |
| 3          | Oskar Preibisch              | NLP                                   |                                       |
| 4          | Rudolph Elwir Hähnel         | Konservativer Landesverein in Sachsen |                                       |
| 5          | Johann Schmole               | Konservativer Landesverein in Sachsen | sorbisch Jan Smoła                    |
| 6          | Karl Friedrich Matthes       | Konservativer Landesverein in Sachsen |                                       |
| 7          | Bernhard Rentsch             | Konservativer Landesverein in Sachsen |                                       |
| 8          | Michael Kockel               | Konservativer Landesverein in Sachsen | sorbisch Michał Kokla                 |
| 9          | Clemens August Träber        | DFP                                   | Nachwahl nach Tod von Gustav Philipp  |
| 10         | Karl Gustav Großmann         | Konservativer Landesverein in Sachsen | veränderter Zuschnitt des Wahlkreises |
| 11         | Friedrich Wilhelm May        | DFP                                   |                                       |
| 12         | Friedrich Gustav Frenzel     | DFP                                   |                                       |
| 13         | Ernst Steyer                 | Konservativer Landesverein in Sachsen |                                       |
| 14         | Emil Kluge                   | Konservativer Landesverein in Sachsen |                                       |
| 15         | Philipp Steyer               | Konservativer Landesverein in Sachsen |                                       |
| 16         | Ernst Robert Rudelt          | Konservativer Landesverein in Sachsen |                                       |
| 17         | Ernst Emil Horst             | Konservativer Landesverein in Sachsen |                                       |
| 18         | Otto Steiger                 | Konservativer Landesverein in Sachsen |                                       |
| 19         | Karl Heinrich Richter        | Konservativer Landesverein in Sachsen |                                       |
| 20         | Friedrich Wilhelm Hauffe     | Konservativer Landesverein in Sachsen |                                       |
| 21         | Ernst Däberitz               | Konservativer Landesverein in Sachsen |                                       |
| 22         | Johann Nepomuk Köckert       | Konservativer Landesverein in Sachsen |                                       |
| 23         | Hermann Goldstein            | SPD                                   |                                       |
| 24         | Gustav Heinrich Dieterich    | Konservativer Landesverein in Sachsen |                                       |
| 25         | Eduard Rößner                | Konservativer Landesverein in Sachsen |                                       |
| 26         | Magnus Guido Uhlemann        | Konservativer Landesverein in Sachsen |                                       |
| 27         | Karl Paul Mehnert            | Konservativer Landesverein in Sachsen |                                       |
| 28         | Kurt Harter                  | Konservativer Landesverein in Sachsen |                                       |
| 29         | Robert Fritzsching           | Konservativer Landesverein in Sachsen |                                       |
| 30         | Franz Alexander Maschke      | Konservativer Landesverein in Sachsen |                                       |
| 31         | Franz Hofmann                | SPD                                   |                                       |
| 32         | Johannes Schubart            | Konservativer Landesverein in Sachsen |                                       |
| 33         | Theodor Heymann              | Konservativer Landesverein in Sachsen |                                       |
| 34         | Louis Uhlig                  | Konservativer Landesverein in Sachsen |                                       |
| 35         | Friedrich Wilhelm Kühlmorgen | Konservativer Landesverein in Sachsen |                                       |
| 36         | Heinrich Stolle              | SPD                                   |                                       |
| 37         | Karl Paul Horn               | SPD                                   |                                       |
| 38         | Johann Hermann Uhlig         | Konservativer Landesverein in Sachsen |                                       |
| 39         | Hermann Leithold             | Konservativer Landesverein in Sachsen |                                       |
| 40         | Albin Klötzer                | Konservativer Landesverein in Sachsen |                                       |
| 41         | Friedrich Moritz Wolf        | Konservativer Landesverein in Sachsen |                                       |
| 42         | Gustav Rostosky              | Konservativer Landesverein in Sachsen |                                       |
| 43         | Hermann Kramer               | NLP                                   |                                       |
| 44         | Wilhelm Zeidler              | Konservativer Landesverein in Sachsen |                                       |
| 45         | Clemens Wehner               | Konservativer Landesverein in Sachsen |                                       |